# Hlatikulu
Koordinaten: 26° 59′ S, 31° 19′ O
Hlatikulu und Hlatsi ist ein Ort in Eswatini. Er liegt im Süden des Landes in der Region Shiselweni. Er befindet sich auf einer Höhe von ca. 1200 m über dem Meeresspiegel im Highveld.

## Geographie
Hlatikulu liegt oberhalb des Grand Valley Estate im Tal des Mkhondo River südlich der Fernstraße MR9, die von Süden kommend nach Nkwene und in die Region Manzini verläuft.
Hlatikulu hat seine eigenen Zubringerstraßen MR26 und MR25.

## Kultur
Im Ort befindet sich das Hlathikhulu Government Hospital und es gibt die Kirchen Free Evangelical Assembles Hlathikhulu und Christ the King Parish. 
Im Norden der Siedlung befindet sich die Mkhondvo High School.